# Rξ-Eichung
Die Rξ-Eichungen sind eine Klasse von Eichungen in der Quantenfeldtheorie. Für Eichtheorien existieren unendlich viele mathematisch verschiedene Ausdrücke, die physikalisch äquivalent sind. Für eine physikalische Beschreibung der Wirklichkeit durch Pfadintegrale muss eine noch nicht näher spezifizierte Eichung ausgewählt werden. Die Rξ-Eichungen sind gebräuchliche Eichungen, da sie Lorentz-invariant sind, das heißt, mit Einsteins Spezieller Relativitätstheorie verträglich in jedem Inertialsystem dieselbe Form haben, und darüber hinaus in den Bewegungsgleichungen für die Quantenfelder der Eichbosonen in der Quantenelektrodynamik die Bewegungsgleichungen in der Lorenz-Eichung der klassischen Elektrodynamik reproduzieren.
Die bedeutendsten Rξ-Eichungen sind Feynman- oder Feynman-’t-Hooft-Eichung, Yennie- oder Fried-Yennie-Eichung und, im weiteren Sinne, unitäre Eichung sowie Landau-Eichung.

## Mathematische Formulierung

### Masseloser Fall
Die Lagrangedichte {\displaystyle {\mathcal {L}}} eines Eichfelds {\displaystyle A} ist in der Quantenelektrodynamik
{\displaystyle {\mathcal {L}}=-{\frac {1}{4}}(\partial _{\mu }A_{\nu }-\partial _{\nu }A_{\mu })^{2}.}
Nach einer Fourier-Transformation kann die Lagrangedichte auch als
{\displaystyle {\mathcal {L}}=-{\frac {1}{2}}A_{\mu }(k^{2}g^{\mu \nu }-k^{\mu }k^{\nu })A_{\nu }}
geschrieben werden. Der Propagator {\displaystyle G}, bildlich die Ausbreitungswahrscheinlichkeit eines Quantenfeldes von einem Punkt zu einem anderen, ist die Inverse des Terms in der Klammer; dieser besitzt im Fall der Eichfelder jedoch die Determinante Null und daher keine Inverse.
Die Rξ-Eichungen führen in der Lagrangedichte den zusätzlichen Term, genannt Eichfixierungsterm,
{\displaystyle -{\frac {(\partial ^{\mu }A_{\mu })^{2}}{2\xi }},}
beziehungsweise im Fourierraum
{\displaystyle -{\frac {A_{\mu }k^{\mu }k^{\nu }A_{\nu }}{2\xi }},}
ein. Dabei ist {\displaystyle \xi } ein freier Eichparameter, der der Rξ-Eichung den Namen gibt. Mithilfe dieses zusätzlichen Terms lautet die Lagrangedichte im Fourierraum
{\displaystyle {\mathcal {L}}=-{\frac {1}{2}}A_{\mu }\left(k^{2}g^{\mu \nu }-\left(1-{\frac {1}{\xi }}\right)k^{\mu }k^{\nu }\right)A_{\nu },}
die die Inverse
{\displaystyle G_{\mu \nu }={\frac {g_{\mu \nu }-(1-\xi ){\frac {k_{\mu }k_{\nu }}{k^{2}}}}{k^{2}}}}
besitzt. Obgleich für diese Ausführungen der Problematik und ihrer Lösung die Quantenelektrodynamik als einfachstes Beispiel einer im Standardmodell der Elementarteilchenphysik realisierten Eichtheorie verwendet wurde, lassen sich diese Ausführungen auf nichtabelsche Eichtheorien mit masselosen Eichbosonen verallgemeinern, wobei im Allgemeinen Faddejew-Popow-Geister auftreten.

### Massiver Fall
Im Fall massiver Eichtheorien mit spontan gebrochener Symmetrie wie in der elektroschwachen Wechselwirkung treten aufgrund des Goldstonetheorems immer zu den Eichbosonen {\displaystyle A} korrespondierende Goldstone-Bosonen {\displaystyle \phi _{A}} auf. Diese müssen im Eichfixierungsterm berücksichtigt werden. Dieser wird dann zu
{\displaystyle -{\frac {(\partial _{\mu }A^{\mu }+\xi m\phi _{A})^{2}}{2\xi }}}
Die in ihm auftretenden Mischterme proportional zu {\displaystyle \partial _{\mu }A^{\mu }\phi _{A}} heben die aus der spontanen Symmetriebrechung entstehenden unphysikalischen Mischterme genau auf. Dann ist der Propagator
{\displaystyle G_{\mu \nu }={\frac {g_{\mu \nu }-(1-\xi ){\frac {k_{\mu }k_{\nu }}{k^{2}-\xi m^{2}}}}{k^{2}-m^{2}}}}.

## Vergleich zur klassischen Physik
Die Bewegungsgleichungen (im Ortsraum) für das Eichfeld ergeben sich im Fall der Quantenelektrodynamik mittels der Lagrange-Gleichung aus der Lagrangedichte zu
{\displaystyle \partial _{\mu }\partial ^{\mu }A^{\nu }-\left(1-{\frac {1}{\xi }}\right)\partial ^{\nu }\partial _{\mu }A^{\mu }=0}.
In der klassischen Elektrodynamik ist die Bewegungsgleichung für das Vektorpotential, hier notiert als {\displaystyle A_{\text{klass}}},
{\displaystyle \partial _{\mu }\partial ^{\mu }A_{\text{klass}}^{\nu }-\partial ^{\nu }\partial _{\mu }A_{\text{klass}}^{\mu }=0}.
Diese ergibt sich im Limes {\displaystyle \xi \to \infty }, was gleichbedeutend mit dem Verschwinden des Eichterms ist. Andererseits würde im (masselosen) Quantenfall dann jedoch der Propagator divergieren.
Eine Lorentz-invariante Eichung in der klassischen Physik ist die Lorenz-Eichung, die {\displaystyle \partial _{\mu }A_{\text{klass}}^{\mu }=0} fordert, sodass die Bewegungsgleichung kompakt
{\displaystyle \partial _{\mu }\partial ^{\mu }A_{\text{klass}}^{\nu }=0}
als Wellengleichung geschrieben werden kann. Die Erzwingung des quantenmechanischen {\displaystyle \partial _{\mu }A^{\mu }=0} geschieht durch die Forderung {\displaystyle \xi =0}, sodass der gesamte Eichfixierungsterm nicht divergiert. Andererseits kann die klassische Wellengleichung auch durch das Setzen von {\displaystyle \xi =1} erreicht werden.
Diese drei Wahlen, {\displaystyle \xi =0,1,\infty } heißen Landau-, Feynman- und unitäre Eichung.

## Spezielle Eichungen

### Landau-Eichung
Die Landau-Eichung, nach Lew Landau, setzt {\displaystyle \xi =0}. Die Landau-Eichung besitzt den Vorteil, dass der Propagator rein transversal wird, das bedeutet, es gilt {\displaystyle k^{\mu }G_{\mu \nu }=0}. In der Landau-Eichung wechselwirken deshalb skalare und pseudoskalare Bosonen wie das Higgs-Boson und die Goldstone-Bosonen nicht mit den Faddejew-Popow-Geistern, da ihre Kopplungsstärke proportional zum Eichparameter {\displaystyle \xi } ist.
Eine weitere Eigenschaft der Landau-Eichung ist, dass die Goldstone-Bosonen in ihr masselos sind, da deren Masse von der verwendeten Eichung abhängt.

### Feynman-Eichung
Die Feynman- oder Feynman-’t-Hooft-Eichung, nach Richard Feynman und Gerardus ’t Hooft, setzt {\displaystyle \xi =1}. Dadurch erhalten die Propagatoren ihre kompakteste Form, da alle Terme, die nicht proportional zur Metrik {\displaystyle g_{\mu \nu }} sind, entfallen. In Bezug auf die Goldstone-Bosonen führt die Feynman-Eichung dazu, dass sie dieselbe Masse besitzen wie ihre korrespondierenden Eichbosonen. In Feynman-Eichung wird daher das Goldstone-Boson-Äquivalenztheorem offensichtlich.

### Yennie-Eichung
Die Yennie- oder Fried-Yennie-Eichung, nach Herbert Fried und Donald Yennie, setzt {\displaystyle \xi =3}. Diese Eichung scheint weder aus der Warte der klassischen Physik noch für konkrete Rechnungen einen Vorteil zu bringen. Ihr Vorteil liegt an der Einfachheit der Ergebnisse: Aufgrund des Kinoshita-Lee-Nauenberg-Theorems sind Quantenfeldtheorien infrarot-sicher, das bedeutet, verschiedene divergierende Beiträge im Grenzfall niedriger Energien heben sich gegenseitig weg, sodass ihre Summe insgesamt endlich bleibt. Die Yennie-Eichung führt dazu, dass viele Beiträge erst gar nicht divergieren.

### Unitäre Eichung
Die unitäre Eichung setzt {\displaystyle \xi =\infty }. Dies führt zwar zu Divergenzen im Propagator für masselose Eichbosonen, jedoch nicht für die massiven Eichbosonen. In der unitären Eichung entkoppeln die Goldstone-Bosonen; sie erhalten eine unendlich große Masse und propagieren deswegen nicht. Weiterhin treten in der unitären Eichung keine Faddejew-Popow-Geister auf. Die unitäre Eichung eignet sich besonders für Rechnungen in Theorien mit spontaner Symmetriebrechung in führender Ordnung der Störungstheorie.